# Сандерс, Корри
Корнелиус Иоганнес Сандерс (англ. Cornelius Johannes Sanders; 7 января 1966, Претория — 23 сентября 2012, Претория) — южноафриканский боксёр-профессионал, выступавший в тяжёлой весовой категории. Чемпион мира по версии Всемирной боксёрской организации (WBO) (2003—2004). Чемпион мира по версии Всемирного боксёрского союза (WBU) (1997—2000), чемпион Южной Африки (1991—1999) в тяжёлом весе. Рост — 193 см. Размах рук — 196 см. Боевой вес — 102 кг.

## Биография
Корнелиус Иоганнес Сандерс родился 7 января 1966 года в Претории.
С детства Сандерс проявлял большой интерес к спорту. В подростковом возрасте он успешно пробовал себя в водных лыжах, гольфе, традиционно популярном в ЮАР регби. Но всё-таки бокс стоял в жизни Корри особняком. Боксёром был в своё время его отец, который и приобщил Сандерса к этому суровому виду спорта, что повлияло на выбор молодого южноафриканца, отдавшего предпочтение не регбийному мячу и клюшке для гольфа, а битвам в прямоугольнике ринга. Любительский бокс признал Сандерса всерьёз и надолго. Сандерс выигрывал национальное первенство во всех возрастных категориях, по праву считаясь в середине 1980-х годов одним из сильнейших в ЮАР боксёров-любителей. Почти за десять лет выступлений Сандерс провёл 191 бой, в 180 из которых одерживал победы. В любительских соревнованиях Сандерс четырежды брал верх над своим соотечественником, в будущем известным профессиональным боксёром Франсуа Ботой.
Участию в крупных международных турнирах помешали санкции ООН в отношении ЮАР.
В 1989 году Сандерс принял решение завершить успешную любительскую карьеру и выступать на профессиональном ринге. Ради нового этапа боксёрской жизни Сандерсу пришлось оставить работу в преторианской полиции, где он полноценно трудился на протяжении пяти лет.

## Профессиональная карьера
На профессиональном ринге Сандерс дебютировал 2 мая 1989 года в возрасте 23 лет, большинство боёв провёл в ЮАР и США. Безусловными достоинствами Корри Сандерса являлись мощнейший удар слева и отличная ручная скорость, благодаря чему южноафриканец считался грозным нокаутёром. Но порой Сандерс становился заложником своей разрушительной левой. В стремлении потрясти соперника сильным ударом Сандерс забывал о защите и становился уязвимым для встречных контратак, откровенная ставка на разовое попадание с годами нивелировало техническое мастерство боксёра, а частые акцентированные атаки южноафриканца приводили к его быстрому утомлению на ринге. Сандерс не стремился к значимым титулам, не утруждал себя частыми боями и, случалось, выходил на ринг в неважном физическом состоянии.

### 1989—1992 годы
В 1989 году Сандерс провёл пять боев и во всех одержал победу. Уже во втором из них он встретился с соперником, имевшим на своем счету двадцать профессиональных поединков. Опыт помог некоему Принсу Такейну устоять против Сандерса на протяжении всех четырёх запланированных раундов, в то время как прочие оппоненты Сандерса пали жертвой могучих ударов южноафриканского экс-полицейского задолго до финального гонга.
В 1990 году Сандерс после трёх ярких побед нокаутом в трёх очередных проведённых им в родной стране боях впервые отправился «завоевывать» Америку. 8 ноября он убедительно переиграл там по очкам в восьмираундовом поединке опытного местного бойца Стива Зоуски.
1991 год стал для Сандерса особым — он впервые в профессиональной карьере провёл чемпионский бой. Совершив в апреле короткий вояж в Великобританию и одержав на Туманном Альбионе очередную победу нокаутом, Сандерс оказался в числе соискателей звания сильнейшего тяжеловеса ЮАР. 27 июля в бою с соотечественником Джонни Дю Плуем, примечательным своим участием в 1989 году в первом в истории бокса споре за титул Всемирной боксёрской организации (WBO), Сандерс расправился с оппонентом в считанные секунды и завоевал чемпионский пояс.
За остаток 1991 и 1992 год Сандерс провёл ещё шесть поединков, причём большинство из них с довольно сильными соперниками. Лишь один из шести противостоявших ему боксёров оказался в итоге нокаутированным — в остальных случаях южноафриканцу приходилось преодолевать в ринге всю дистанцию боя. Среди них, в ноябре Сандерс победил британца, Джонни Нельсона.

### 1993—1996 годы
В 1993 году Сандерс отлично зарекомендовал себя перед взыскательной американской публикой. С апреля по сентябрь он выиграл в США три боя подряд, причём с достаточно умелыми боксёрами, среди которых особняком стоял известный мастер перчатки Берт Купер. Купер имел большой опыт выступлений против элитных бойцов тяжёлой весовой категории — дрался с Джорджем Форманом, Риддиком Боу, Рэйем Мерсером, Эвандером Холифилдом, Майклом Мурером. Однако лишь Боу мог похвастаться более убедительной победой над Купером. Сандерс, обрушив на противника град ударов, вынудил рефери остановить поединок уже в третьем раунде. Четвёртый в году бой закончился для Сандерса не менее триумфально. Южноафриканский боксёр буквально уничтожил в первом раунде Леви Биллапса, которого в начале 1992 года не сумел нокаутировать в десятираундовой схватке стремительно набиравший в то время ход британец Леннокс Льюис.
В начале 1994 года, победив ещё двух соперников, Сандерс заставил говорить о себе как о будущем претенденте на титульные бои. Однако в мае он потерпел поражение от прямолинейного, не отличавшегося высокой техникой, но обладавшего при этом сокрушительным нокаутирующим ударом справа американца Нэйта Таббса. Во втором раунде поединка не желавший изменять собственному агрессивному стилю Сандерс «вложился» в очередную атаку и, как следствие, раскрылся и пропустил мощнейший правый прямой от бдительно караулившего свой шанс соперника. Досадная осечка не помешала южноафриканцу достойно завершить год. В августе Сандерс явил мощь своей левой бывшему чемпиону мира по версии WBC в первом тяжёлом весе Карлосу Де Леону, уже в первом раунде трижды отправив того в нокдаун, а в сентябре выиграл по очкам у опытного Геринга Лейна, доминируя на протяжении всех временных отрезков боя.
В 1995—1996 годах Сандерс провёл шесть боев, причём пятеро его достаточно квалифицированных соперников не выстояли и половины заявленных раундов. Таким образом Сандерс сполна реабилитировался за неудачу в поединке с Таббсом и лишний раз доказал свою перспективность в профессиональном боксе.

### 1997—2000 годы
В течение 1997 года Сандерс выходил на ринг дважды. После февральской победы над Артуром Уизерсом промоутер южноафриканца, его соотечественник Родни Берман сумел организовать своему подопечному бой лишь девять месяцев спустя. Зато Сандерс получил отличный шанс стать чемпионом мира — в ноябрьском поединке на кону стоял титул Всемирного боксёрского союза (WBU), а соперник выглядел вполне преодолимым.

#### 15 ноября 1997 годаКорри Сандерс —Росс Пьюритти
- Место проведения:  «Карусель Казино», Темба, ЮАР
- Результат: Победа Сандерса по очкам единогласным решением судей в двенадцатираундовом бою
- Статус: Бой за звание чемпиона мира по версии WBU
- Рефери: Дэйв Пэррис
- Счет судей: Пэйкмайл Джейкобс (120—108, Сандерс), Пол Эрман (119—109, Сандерс), Дон О’Нейлл (117—111, Сандерс).
- Вес: Сандерс — 103,9 кг; Пьюритти — 112,9 кг

Оппонентом дравшегося, по существу, у себя дома Сандерса стал опытный, достаточно умелый и удивительно выносливый и стойкий американский боксёр Росс Пьюритти. Бесстрашный Пьюритти всегда легко соглашался на бои с объективно куда более сильными соперниками. Поединок прошёл по ожидаемому сценарию. Сандерс терпеливо испытывал на прочность «гранитную» челюсть Пьюритти, делая ставку на тяжёлые акцентированные удары, американец же в силу своих возможностей защищался, изредка контратаковал и лелеял надежду на усталость противника в заключительных раундах. Однако физические кондиции южноафриканского боксёра оказались на должном уровне. В итоге Сандерс убедительно выиграл по очкам, завоевав чемпионский пояс WBU.
Завоевание титула не подвигло Сандерса на большую активность в выступлениях, на попытку прорыва в число элитных боксёров-тяжеловесов. Он был вполне доволен и своим малопрестижным в боксёрском мире чемпионским поясом, и положением дел, при котором он выходил на ринг раз в год. Таким образом, после победы над Пьюритти Сандерс до февраля 2000 года провёл три защиты принадлежащего ему титула по версии WBU.

#### 12 июня 1998 годаКорри Сандерс —Бобби Чез
- Место проведения:  Мохеган Сан, Анкасвилл, Коннектикут, США
- Результат: Победа Сандерса техническим нокаутом во втором раунде двенадцатираундового боя
- Статус: Бой за звание чемпиона мира по версии WBU
- Рефери: Микки Ванн
- Вес: Сандерс — 108,0 кг; Чез — 99,8 кг

В 1998 году Сандерс успешно «защитился» в США. Правда, его опытный соперник Бобби Чез, бывший чемпион мира по версиям WBA и IBF в первом тяжёлом весе, лишь второй раз в карьере встретился с боксёром тяжёлой весовой категории. К тому же до боя с Сандерсом Чез на протяжении двух лет не выходил на ринг. Уже в начале поединка стало ясно, что у американца нет аргументов против быстроты и мощи ударов Сандерса. Во втором раунде рефери остановил бой, зафиксировав победу Сандерса техническим нокаутом.

#### 2 июля 1999 годаКорри Сандерс —Хорхе Вальдес
- Место проведения:  «Уайтчеч Лейже Центр», Бристоль, Великобритания
- Результат: Победа Сандерса техническим нокаутом в первом раунде двенадцатираундового боя
- Статус: Бой за звание чемпиона мира по версии WBU
- Рефери: Дэйв Пэррис
- Вес: Сандерс — 106,6 кг; Вальдес — 98,4 кг

В 1999 году в Англии Сандерс вторично подтвердил право на ношение чемпионского пояса WBU. Его соперником стал постоянно проживавший в США испанец Хорхе Вальдес, не имевший значительных достижений на профессиональном ринге. В послужном списке Вальдеса значилась победа над Нейтом Таббсом, которому Сандерс проиграл в 1994 году. Поединок получился коротким — значительно уступавший Сандерсу в росте испанец откровенно спасовал перед сильными ударами чемпиона. Рефери вынужден был остановить бой спустя всего лишь 30 секунд после его начала.

#### 19 февраля 2000 годаКорри Сандерс —Альфред Коул
- Место проведения:  «Карнавал Сити», Бракпан, ЮАР
- Результат: Победа Сандерса техническим нокаутом в первом раунде двенадцатираундового боя
- Статус: Бой за звание чемпиона мира по версии WBU
- Рефери: Дэйв Пэррис
- Вес: Сандерс — 103,9 кг; Коул — 105,7 кг

В 2000 году Сандерс защищал титул в родной стране. Оспорить его право носить пояс WBU пытался американский боксёр, бывший чемпион мира по версии IBF в первом тяжёлом весе Эл Коул. После перехода в тяжёлую весовую категорию Коул выступал не так успешно, однако вполне оправдывал свою репутацию очень стойкого бойца и своё прозвище «Лёд». В частности, в 1998 и 1999 годах он дал два равных боя сильному канадскому нокаутёру Кирку Джонсону. До встречи с Сандерсом Коул проигрывал нокаутом лишь однажды — Майклу Гранту, однако уже в первом раунде Сандерс сначала отправил соперника в нокдаун, а затем хладнокровно «добил», в третий раз защитив титул чемпиона мира по версии WBU.
Неплохой шанс громко заявить о себе представился Сандерсу в мае. Бой в Штатах против высоко котирующегося в тяжёлой весовой категории американца Хасима Рахмана не носил официального статуса отборочного к чемпионскому поединку по версии одной из наиболее престижных в мире профессионального бокса организаций, но, тем не менее, в случае победы в нём Корри Сандерс получал бы вполне определённое право рассчитывать на скорую встречу в ринге с элитными бойцами.
До встречи с Сандерсом в послужном списке Рахмана значились два поражения — и оба от боксёров, обладающих ярко выраженным нокаутирующим ударом (Дэвида Туа и Олега Маскаева). Сандерс и его наставники должны были сделать из данного факта определённые выводы. Однако им также следовало помнить, что на момент остановки тех поединков соперник Сандерса переигрывал вышеупомянутых мастеров по очкам. Кроме того, помимо неплохой техники и приверженности к определённому стилю ведения боя, основанному на постоянном давлении, жёстком ударном прессинге оппонента в средней и ближней дистанции, Рахман отличался выносливостью и имел достаточный опыт затяжных «свиданий» в ринге.

#### 20 мая 2000 годаКорри Сандерс —Хасим Рахман
- Место проведения:  «Бэллис Парк Плэйс Отель Казино», Атлантик-Сити, Нью-Джерси, США
- Результат: Победа Рахмана техническим нокаутом в седьмом раунде двенадцатираундового боя
- Статус: Бой за звание чемпиона мира по версии WBU
- Рефери: Эдди Коттон
- Вес: Сандерс — 102,1 кг; Рахман — 111,1 кг
- Трансляция: HBO
- Счёт неофициального судьи: Харольд Ледерман (57-57)

Бой выдался зрелищным и насыщенным событиями. Оба боксёра действовали активно; в начале поединка Сандерс смотрелся явно выгоднее за счёт своей ручной скорости и ударной мощи — в целом чаще атаковавший, но более медленный Рахман с трудом выдерживал попадания южноафриканца. В третьем раунде Сандерс удачно пробил левый апперкот, заставивший его оппонента потерять равновесие. Рахман удержался на ногах, только повиснув на канатах. Рефери зафиксировал нокдаун, что вызвало протесты не выглядевшего слишком потрясённым данным попаданием Рахмана. Сандерс решил развить успех и открыто бросился в очередную атаку, закончившуюся для него весьма плачевно. Рахман остудил пыл соперника великолепным встречным ударом справа, после чего в нокдауне оказался уже сам Сандерс. Южноафриканец, как показалось, заканчивал раунд исключительно на морально-волевых качествах, но сумел прийти в себя. И всё-таки в бою наступил перелом. В четвёртом раунде Сандерсу был отсчитан ещё один нокдаун (правда, достаточно сомнительный, поскольку Рахман не наносил в том эпизоде акцентированного удара), а в его действиях стали отчётливо проявляться первые признаки усталости. Решающим стал седьмой раунд, в котором американец выдал длинную серию ударов по ушедшему в глухую защиту Сандерсу. Рефери счел, что Сандерс более не может защищать себя в ринге, и принял решение остановить поединок. Впоследствии ходило много разговоров о многочисленных хронических травмах Сандерса, о его болезни в период подготовки к бою, в результате чего на встречу с Рахманом он вышел в далекой от оптимального состояния физической форме. Так или иначе, шанс войти в элиту тяжёлого веса 34-летний Сандерс не использовал, а новых свершений от южноафриканца мало кто ждал.

### 2001—2003 годы
После поражения от Рахмана Сандерс не выходил на ринг около полутора лет. За это время Сандерсу удалось отдохнуть и залечить ряд травм, но мечтать о серьёзных боях в его положении было бы верхом оптимизма. Правда, южноафриканец имел возможность поддерживать определённый уровень спортивной формы, помогая в подготовке к боям известным боксёрам в качестве спарринг-партнёра.
В 2001—2002 годах Сандерс провёл всего два поединка — ровно по одному в год, нокаутировав весьма средних оппонентов, каковыми являлись британец Майкл Спротт и американский боец Отис Тисдейл. Завершение профессиональной карьеры Сандерса, как тогда казалось, было не за горами.
Однако судьба нежданно-негаданно подготовила Сандерсу приятный сюрприз. В начале 2003 года на Корри Сандерса вышла известная немецкая промоутерская компания «Юниверсум Бокс Промоушен», предложив ему контракт на 4 боя. «Изюминкой» данного соглашения являлась встреча в первом же из оговоренных поединков с действующим обладателем титула по версии Всемирной боксёрской организации (WBO) украинцем Владимиром Кличко. Выступавший под эгидой «Юниверсума» чемпион к тому времени уже пять раз защитил свой пояс, и первое лицо компании Клаус-Питер Коль столкнулся с некоторыми сложностями при подборе следующего соперника для подопечного — особого стремления вставать на пути Кличко-младшего никто не выказывал. Возрастной, но сильно бьющий и неплохо держащий удар «действующий спарринг-партнёр» Сандерс, по мнению Коля, являлся идеальной кандидатурой на противостояние Владимиру в рамках очередной защиты украинцем титула WBO.
Безоговорочным фаворитом боя специалисты считали Кличко Несерьезно отнесся к сопернику и сам украинец, в чём он неоднократно признавался впоследствии. А между тем Сандерс, при всей своей ограниченности в технике и оставляющей желать лучшего физической готовности, по-прежнему являлся обладателем одного из сильнейших ударов среди тяжеловесов того времени. При нём оставались и завидная ручная скорость, и «инстинкт убийцы», то есть умение нокаутировать противника, предварительно потрясённого сильным попаданием. К тому же Владимиру Кличко нечасто выдавалось боксировать с левшами и бойцами, не испытывавшими ни малейшего пиетета к его достижениям в профессиональном боксе.

#### 8 марта 2003 годаКорри Сандерс —Владимир Кличко
- Место проведения:  «Пройссаг Арена», Ганновер, Нижняя Саксония, Германия
- Результат: Победа Сандерса техническим нокаутом во втором раунде двенадцатираундового боя
- Статус: Бой за звание чемпиона мира по версии WBO
- Рефери: Дженаро Родригес
- Вес: Сандерс 102,1 кг; Кличко 110,0 кг
- Трансляция: HBO

В этом поединке Сандерс не изменил своему стилю ведения боя и с первых же секунд начал искать возможность контратаковать Кличко фирменным прямым встречным слева, благо украинец не торопился включать на полную мощность джеб и сокрушительную правую. В одном из эпизодов Сандерсу удался молниеносный левый кросс под рукой соперника, потрясший Владимира Кличко. Удачно пресекая попытки Кличко восстановиться в клинче, Сандерс в оставшееся до конца первого раунда время дважды посылал «плывущего» оппонента в нокдаун. После минуты отдыха южноафриканец выдал ещё несколько точных левых прямых, направленных под руку и вразрез между перчатками чемпиона, который так и не смог восстановиться. Четвёртое падение Кличко на настил ринга заставило рефери зафиксировать победу Корри Сандерса техническим нокаутом. Таким образом, Сандерс завоевал титул чемпиона мира по престижной версии WBO, став при этом автором самой громкой сенсации боксёрского года.
Победа над Владимиром Кличко и чемпионский пояс WBO вполне могли обеспечить Сандерсу кассовые бои с сильными боксёрами. Однако команде Сандерса не следовало забывать и про действующий контракт с компанией «Юниверсум», и про приоритетное направление для организации следующего поединка, то есть защиты титула против обязательного претендента WBO Леймона Брюстера.
Но запланированный на 18 октября поединок не состоялся. В конце сентября Сандерс неожиданно подал в суд на «Юниверсум» и её генерального промоутера Клауса-Питера Коля, мотивировав своё решение тем, что не получил определённых причитающихся ему контрактных сумм. А поскольку права на проведение боя Сандерс — Брюстер были выкуплены в августе именно компанией «Юниверсум», то вызванная судебным иском Сандерса отмена боя выглядела вполне логичной.
В конечном счёте южноафриканец проиграл означенное дело в суде; от пояса же WBO он принял решение отказаться добровольно, не дожидаясь неминуемых санкций со стороны Всемирной боксёрской организации. Подобный шаг Сандерса был легко объясним — в конце 2003 года ему удалось наладить контакты со Всемирным боксёрским советом (WBC), одной из наиболее престижных организаций в мире профессионального бокса. В итоге высоко оценённый в её (организации) рейтингах Корри Сандерс автоматически становился претендентом либо на бой с действующим чемпионом WBC Ленноксом Льюисом, либо, если решение британца оставить бокс являлось окончательным, на право разыграть вакантный титул в отборочном поединке.
В то же время Сандерс, стремясь «закрыть» затянувшуюся паузу в выступлениях, рассчитывал выйти на ринг до завершения календарного года. Однако вопрос организации новых боев встал перед южноафриканцем как никогда остро — вердикт гамбургского суда предписывал ему неукоснительно следовать условиям контракта с «Юниверсум», то есть принять участие ещё в трёх поединках, организованных этой компанией. По-прежнему не желавшая вести конструктивного диалога с Клаусом-Питером Колем, команда Сандерса недооценила влиятельности своих оппонентов в боксёрском мире, в результате чего её попытка «сделать» для Сандерса бой в ноябре с Фресом Окендо закончилась провалом.

### 2004 год
В начале 2004 года ситуация относительно боя Сандерса за чемпионский титул WBC прояснилась. Леннокс Льюис завершил карьеру, сделав основным претендентом на пояс Всемирного боксёрского совета своего последнего соперника — украинца Виталия Кличко. Драться с Виталием в титульном поединке должен был как раз Корри Сандерс, чему способствовала вторая позиция Сандерса в рейтинге WBC. Однако конфликт Сандерса с компанией «Юниверсум», под эгидой которой выступал в то время Кличко-старший, серьёзно тормозил процесс организации чемпионского боя. Клаус-Питер Коль желал видеть соперником Кличко американца Джона Руиса, критикуя Сандерса и его команду за неуступчивость и негибкость при ведении переговоров. В сложившейся ситуации серьёзную помощь южноафриканскому боксёру оказал не кто иной, как Леннокс Льюис, решивший попробовать себя после ухода из спорта в качестве промоутера. Льюис не только сумел активно посодействовать урегулированию ситуации с «Юниверсум» и скорейшему заключению заинтересованными сторонами контракта на бой Сандерс — Виталий Кличко, но и принял непосредственное участие в подготовке Сандерса к поединку. Нечего и говорить, что сходившийся с украинцем в ринге Леннокс был способен указать своему подопечному на слабые стороны Виталия.
Памятуя о зрелищной победе Сандерса над Кличко-младшим, даже известные специалисты предпочитали воздерживаться от категоричных прогнозов. Более чем годичный простой Сандерса вряд ли мог сказаться на его мощном ударе слева и на быстроте его рук, а сомневающимся по поводу текущей физической формы боксёра следовало напомнить о том, что южноафриканец вполне мог снять все вопросы о победителе боя в ранних раундах. Правда, преимущество Кличко в длине рук и мощи ударов выглядело очевидным. К тому же Виталий просто не мог не учесть ошибок брата и наверняка подошёл к поединку хорошо подготовленным к встрече с разящей левой рукой Сандерса.

#### 24 апреля 2004 годаКорри Сандерс —Виталий Кличко
- Место проведения:  «Стэйплс Центр», Лос-Анджелес, Калифорния, США
- Результат: Победа Кличко техническим нокаутом в восьмом раунде двенадцатираундового боя
- Статус: Бой за звание чемпиона мира по версии WBC
- Рефери: Джон Шорл
- Вес: Сандерс — 106,6 кг; Кличко — 111,1 кг
- Трансляция: HBO

Начало боя показало, что Сандерс действительно способен доставить Кличко немалые проблемы. В первых трёх раундах Корри Сандерс несколько раз удачно контратаковал фирменным ударом слева и в первом раунде смог потрясти Виталия чуть ли не впервые в его карьере, но Виталий действовал внимательно и проявил в данных эпизодах максимум выдержки, не позволяя Сандерсу развить атаку. Впрочем, осторожность Виталия не распространялась на его собственные атакующие действия. Оппонент Сандерса уверенно работал джебом и увесисто бил справа, причём в большинстве случаев — прицельно и точно. К тому же к началу четвёртого раунда стало ясно, что южноафриканец катастрофически быстро теряет силы. Признаки усталости Сандерса были заметны невооружённым глазом — он резко сбавил в двигательной активности, а его ставшие медленными и излишне размашистыми удары легко просчитывались Кличко. В дальнейшем бой проходил при подавляющем преимуществе Виталия, который методично избивал упорно не желавшего падать Сандерса. В восьмом раунде рефери посчитал, что Сандерс более не способен оказывать сопротивление и зафиксировал победу Кличко техническим нокаутом.
Ещё до боя с Виталием южноафриканский боксёр заявил, что в случае поражения завершит свои выступления на профессиональном ринге. Уход Сандерса действительно состоялся, но в конце года Корри Сандерс решил вернуться и даже провёл в декабре «разминочный» бой.

#### 14 декабря 2004 годаКорри Сандерс —Алексей Варакин
- Место проведения:  «Фрайцайт Арена», Зольден, Австрия
- Результат: Победа Сандерса нокаутом во втором раунде восьмираундового боя
- Статус: Рейтинговый бой
- Рефери: Курт Штроер
- Время: 1:59
- Вес: Сандерс 107,0 кг; Варакин 105,9 кг
- Трансляция: Eurosport

На организованный в Австрии поединок Сандерс вышел под эгидой компании «Юниверсум».
Соперником Корри Сандерса стал российский тяжеловес Алексей Варакин, опытный боец, не снискавший особых лавров на профессиональном ринге. Сандерс доминировал с первых секунд боя. Пытавшийся действовать «вторым номером» Варакин сполна прочувствовал силу ударов южноафриканца, дважды побывав в нокдауне уже в стартовом раунде. Вначале Сандерс поймал соперника на плохо подготовленной атаке, встретив мощным левым хуком, а затем наказал его за медлительность, проведя быструю серию ударов в голову ушедшего в том эпизоде в глухую оборону Алексея. Во втором раунде Сандерс развил свой успех. Третий нокдаун Варакина стал следствием очередной длинной серии точных ударов Сандерса. Исход боя не вызывал сомнений, и так, видимо, посчитал и сам южноафриканец. Секундная потеря концентрации едва не стоила Сандерсу серьёзных неприятностей — оправившийся от последнего нокдауна россиянин дважды проверил на прочность челюсть внезапно «открывшегося» оппонента. Слегка потрясённый Сандерс ушёл в спасительную защиту, стараясь нейтрализовать новую серию ударов, выброшенных в него воодушевлённым Варакиным. Наиболее значимой мерой по нейтрализации означенной серии стал молниеносный левый апперкот Сандерса, отправивший Алексея в глубокий нокаут.

### 2005—2008 годы
Было совершенно ясно, что находящемуся на рубеже 40-летия Корри Сандерсу уже не удастся вновь добиться права на титульные бои. Тем не менее, Сандерс продолжал изредка выходить на ринг. Так, в ноябре 2006 года он нокаутировал во втором раунде действующего чемпиона Австралии в тяжёлом весе Колина Уилсона, а в мае 2007 года, несмотря на полученную в ходе поединка травму левой руки, уверенно переиграл по очкам в десятираундовом бою бразильца Дэниэла Бишпо.
Принять окончательное решение по поводу завершения своей боксёрской карьеры Сандерсу помог его соотечественник Осборн Мачимана. 2 февраля 2008 года после поединка с ним Сандерс осознал всю бессмысленность дальнейшего продолжения выступлений на ринге. Мачимана с лёгкостью уходил от мощных ударов оппонента, а в концовке первого раунда эффектно нокаутировал выложившегося Сандерса ударом по корпусу.
Очередное заявление Сандерса об уходе из бокса не заставило себя ждать.
Карьера южноафриканца была действительно завершена.

## Таблица профессиональных поединков
В таблице перечислены результаты всех поединков боксёров.
В каждой строке указан результат поединка. Дополнительно номер поединка обозначен цветом, который обозначает итог поединка. Расшифровка обозначений и цветов представлена в нижеследующей таблице.
| Пример | Расшифровка                     |
| ------ | ------------------------------- |
|        | Победа                          |
|        | Ничья                           |
|        | Поражение                       |
|        | Планируемый поединок            |
|        | Поединок признан несостоявшимся |
| КО     | Нокаут                          |
| ТКО    | Технический нокаут              |
| PTS    | Решение судей (по очкам)        |
| UD     | Единогласное решение судей      |
| MD     | Решение большинства судей       |
| SD     | Раздельное решение судей        |
| RTD    | Отказ от продолжения боя        |
| DQ     | Дисквалификация                 |
| NC     | Поединок признан несостоявшимся |

| 46 поединков, 42 победы (31 нокаутом), 4 поражения. | 46 поединков, 42 победы (31 нокаутом), 4 поражения. | 46 поединков, 42 победы (31 нокаутом), 4 поражения. | 46 поединков, 42 победы (31 нокаутом), 4 поражения. | 46 поединков, 42 победы (31 нокаутом), 4 поражения. | 46 поединков, 42 победы (31 нокаутом), 4 поражения. | 46 поединков, 42 победы (31 нокаутом), 4 поражения.                            |
| Бой                                                 | Рекорд                                              | Дата                                                | Соперник                                            | Место боя                                           | Результат                                           | Данные о бое                                                                   |
| --------------------------------------------------- | --------------------------------------------------- | --------------------------------------------------- | --------------------------------------------------- | --------------------------------------------------- | --------------------------------------------------- | ------------------------------------------------------------------------------ |
| 46                                                  | 42-4                                                | 2 февраля 2008                                      | Осборн Мачимана (14-5-1)                            | Emperors Palace, Кемптон-Парк, ЮАР                  | KO 1, (10), 2:41                                    |                                                                                |
| 45                                                  | 42-3                                                | 12 мая 2007                                         | Дэниэл Бишоп (19-6)                                 | Emperors Palace, Кемптон-Парк, ЮАР                  | UD 12                                               | Счёт судей: 100-90 (трижды).                                                   |
| 44                                                  | 41-3                                                | 24 ноября 2006                                      | Колин Уилсон (32-18)                                | Convention Centre, Мафикенг, ЮАР                    | TKO 2 (10)                                          |                                                                                |
| 43                                                  | 40-3                                                | 14 декабря 2004                                     | Алексей Варакин (21-13-3)                           | Freizeit Arena, Зёльден, Австрия                    | KO 2 (8), 1:59                                      |                                                                                |
| 42                                                  | 39-3                                                | 24 апреля 2004                                      | Виталий Кличко (33-2)                               | Стейплс-центр, Лос-Анджелес, США                    | TKO 8 (12), 2:46                                    | Бой за вакантный титул чемпиона мира по версиям WBC и The Ring в тяжёлом весе. |
| 41                                                  | 39-2                                                | 8 марта 2003                                        | Владимир Кличко (40-1)                              | ТУИ Арена, Ганновер, Германия                       | TKO 2 (12), 0:27                                    | Бой за титул чемпиона мира по версии WBO (6-я защита Кличко) в тяжёлом весе.   |
| 40                                                  | 38-2                                                | 9 ноября 2002                                       | Отис Тисдейл (21-7-1)                               | Coca-Cola Center, Оклахома-Сити, США                | TKO 2 (10), 1:40                                    |                                                                                |
| 39                                                  | 37-2                                                | 3 ноября 2001                                       | Майкл Спротт (15-3)                                 | Carnival City, Бракпан, ЮАР                         | KO 1 (8), 1:25                                      |                                                                                |
| 38                                                  | 36-2                                                | 20 мая 2000                                         | Хасим Рахман (32-2)                                 | Ballys Park Place Hotel Casino, Атлантик-Сити, США  | TKO 7 (12), 1:50                                    | Бой за титул WBU (4-я защита Сандерса) в тяжёлом весе.                         |
| Бой                                                 | Рекорд                                              | Дата                                                | Соперник                                            | Место боя                                           | Результат                                           | Данные о бое                                                                   |

## Гибель
Корри Сандерс был тяжело ранен во время вооружённого ограбления ресторана в пригороде Претории Норд-вест Бритс 22 сентября 2012 года, где он отмечал 21-й день рождения своего племянника. Раненного в живот Сандерса доставили в больницу, где он скончался утром 23 сентября от полученных ран.
«Корри не пытался геройствовать. Он просто оказался не в том месте не в то время. Они выстрелили ему в живот. Была также рана на его руке», — сказал свидетель.
По словам бывшей жены боксёра Сюзетт, Корри Сандерс погиб как герой. Он приказал дочери лечь на пол и притвориться мёртвой, а сам закрыл своим телом дочь, защищая от пуль. «Он защищал свою девочку, когда они стреляли. Его задели две пули. Одна попала в руку, а другая — в живот». Сандерс со своей дочерью Мартиник и двоюродной сестрой находился у входа в ресторан когда туда ворвались трое вооружённых грабителей и открыли огонь, в то время как боксёр метнулся вперёд чтобы прикрыть телом дочь. Истекающий кровью Сандерс уложил дочь на пол и приказал ей притвориться убитой.
В среду 27 сентября 2012 согласно конфиденциальной информации полиция Норд-вест в незаконном поселении Укаси (Oukasie) арестовала троих подозреваемых, им было предъявлено обвинение в убийстве Сандерса. Все трое были гражданами Зимбабве. Сначала полиция задержала двоих, при обыске были обнаружены сотовый телефон, ключ от автомобиля, кошелёк и деньги наличными, украденные при грабеже, при котором погиб Сандерс. Суд был отложен до августа 2013 поскольку следователи пытались найти оружие, использованное при ограблении, основываясь на показаниях четвёртого подозреваемого, который отбывает 30-летний срок заключения в Зимбабве за убийство полицейского. 11 февраля 2015 верховный суд в Претории под председательством судьи Ферди Преллера (Ferdi Preller) приговорил Пайду Фиша (Paida Fish), Криса Мойо (Chris Moyo) и Сэмюеля Мабену (Samuel Mabena) к 43-м годам заключения каждого. 30 лет из этого срока даны по обвинениям в убийстве, грабеже при отягчающих обстоятельствах и незаконном владении огнестрельным оружием и боеприпасами.